# Гірський карст Криму
Гірськи́й карст Кри́му  — геологічний заказник республіканського значення, що був створений у Кримських горах на теренах Білогірського району і Алуштинській міській раді АР Крим згідно з Постановою Кабінету міністрів УРСР від 13 лютого 1989 року за № 53.

## Загальні відомості
Землекористувачем території є Державне підприємство «Алуштинське лісове господарство», Державне підприємство «Білогірське лісове господарство», Державне підприємство «Судакське лісомисливське господарство». Заказник розміщено на теренах Новокленового і Пристепного лісництв. Найближчим населеним пунктом є село Генеральське.
Площа заказника — 4.316 гектарів. Простягається 12 км у напрямку захід-схід та 10 км у напрямку північ — південь. Другий за площею заказник Криму.
Крім геологічного заказника «Гірський карст Криму», на плато Карабі-Яйла розташовано ботанічний заказник «Карабі-яйла» для захисту лікарських рослин; геологічна пам'ятка природи «Карстова шахта Солдатська на Карабі-яйлі», що є найглибшою печерою України; гідрологічна пам'ятка природи «Карасу-Баші» в урочищі — витоку річки Біюк-Карасу; ботанічна пам'ятка природи «Кара-Тау», що охоплює буковий ліс на верхньому плато; ботанічний заказник «Карабі-яйлинська котловина» для захисту ендемічного чагарника роговика Біберштейна (Cerastium biebersteinii).

### Території ПЗФ, що входять до складу заказника
Нерідко, оголошенню заказника передує створення одного або кількох об'єктів природно-заповідного фонду місцевого значення. В результаті, великий заказник фактично поглинає раніше створені ПЗФ. Проте їхній статус зазвичай зберігають.
До складу території геологічного заказника «Гірський карст Криму» входять такі об'єкти ПЗФ України:
- Геологічна пам'ятка природи загальнодержавного значення «Карстова шахта Солдатська»

## Характеристика

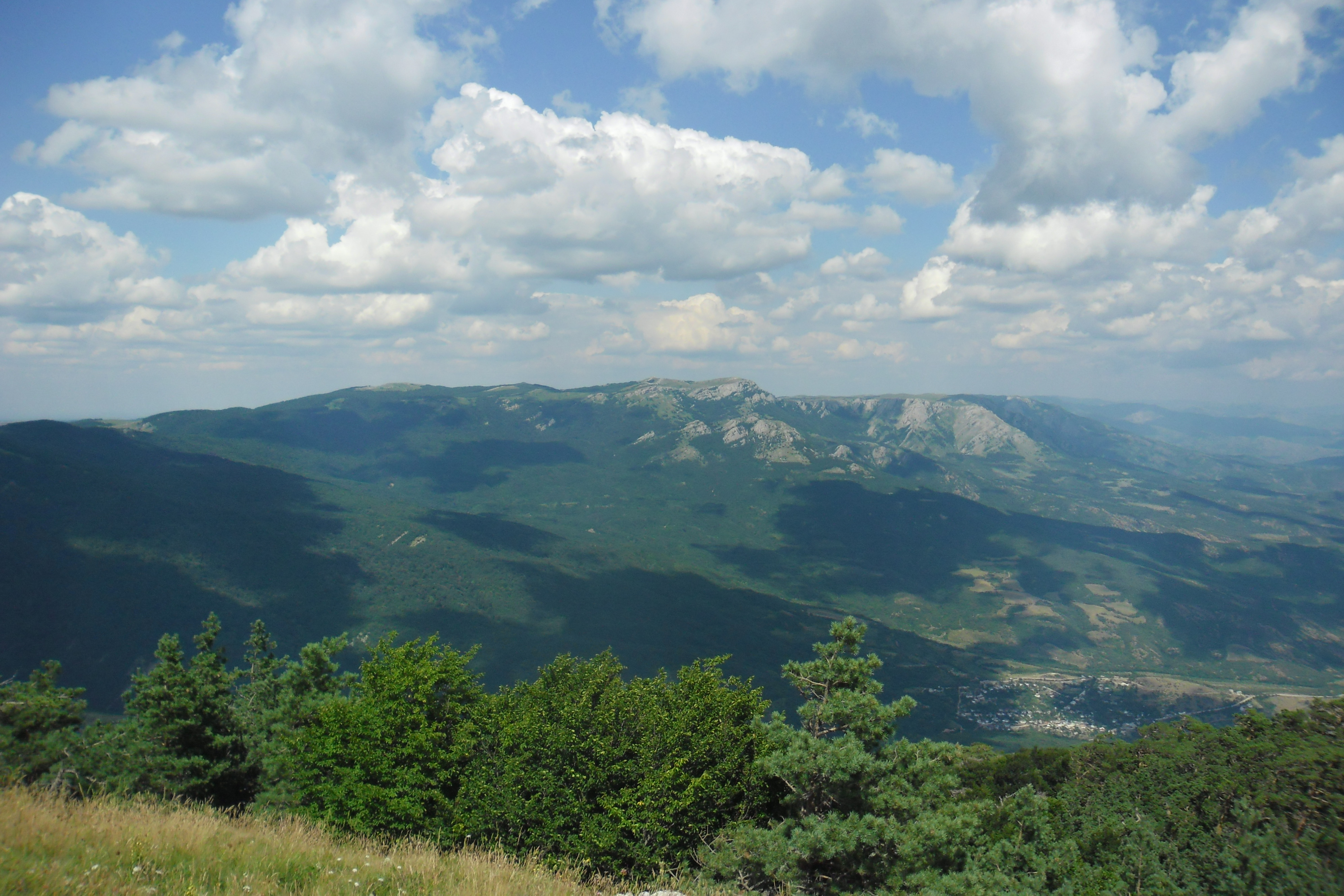
Панорама Карабі-Яйли (ззаду) і Хапхала зі східних схилів Демерджі

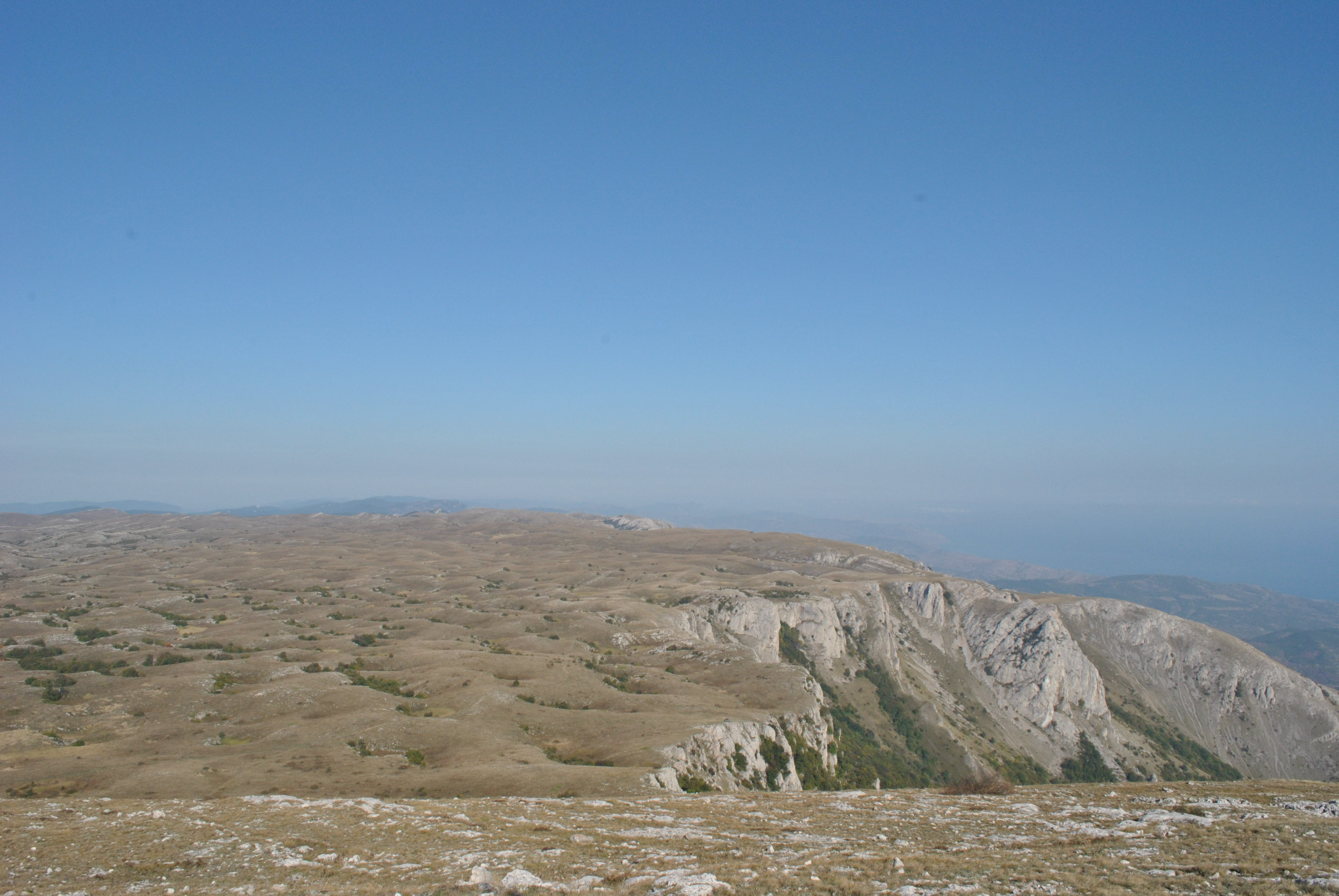
Південна частина Карабі-Яйли

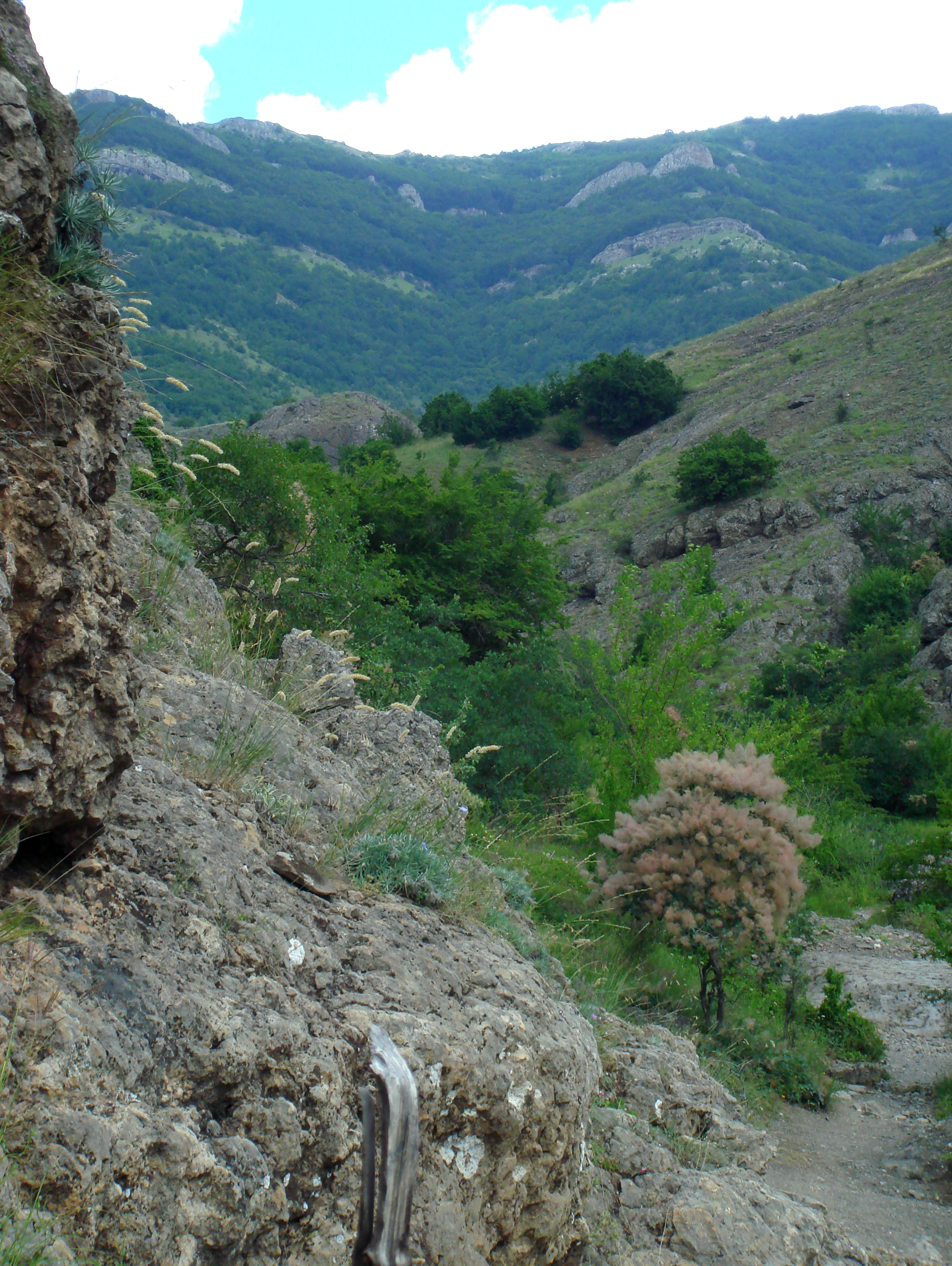

Карабі-Яйла є найбільшим і найсхіднішим вершинним плато Головної гряди Кримських гір середньою висотою 1000 м та з найвищою вершиною у 1254 метри. В основі плато лежать вапнякові породи, що сприяло формуванню на плато численних поверхневих карст, понад 4000 воронок різних розмірів, форм (біля половини відомих в Криму)), переважно із «зубами дракона», понорів, каррів у вигляді гребенів, заглибин, нагромадження каміння у вигляді невисоких гряд та 261 підземних порожнин, печер, природних шахт з сталактитами та сталагмітами, що становить 27 % порожнин Криму. Печери Солдатська (515 м) і Нахімовська (400 м) займають перше і третє місця серед найглибших печер України. Поверхня плато безліса з лугово-степовою рослинністю переважно з засухостійких видів рослин. Заказник також відіграє значну роль в збереженні і чистоті підземних водяних шарів гірського Криму.

### Печери
На теренах заказника зосереджені печери:
| - Великий Бузулук - Бой-Чукан - Вента - Візовська - Гріна - Гвоздецького - Геби - Дружба - Дублянського - Жива - Зелена - Кара-Агач-Туткель (Кюрю-Агач) - Кара-Мурза - Кастере - Комсомольська - Компроміс - Крубера - Кримська - КЕ-53 - КЕ-126 - КЕ-718-4 - Мала Каскадна - Малиновий Дзвін - Мамонтова | - Миру - Молодіжна - Монастир Чокрак- - Нахімовська - Нахімовська-2 - Пастухова - Профспілкова - Розчарування - Резонансна - Сезам - Казка - Солдатська - Сокіл - Суворовська - Теляча - Тисова - Ушаковська - Годинна - Штативна - Еврика - Електра - Егіз-Тінах-2 - Ювілейна |